# Geografia do Egito
Além da capital, Cairo, as outras cidades importantes do Egito são Alexandria, Almançora, Assuão, Assiute, El-Mahalla El-Kubra, Gizé, Hurghada, Luxor, Com Ombo, Port Safaga, Porto Said, Sharm el Sheikh, Shubra-El-Khema, Suez e Zagazig.
O Egito inclui partes do deserto do Saara e do  deserto Líbio, onde existem alguns oásis, como o oásis de Bahariya, o de Dacla, o de Farafra, o de Carga e o de Siuá.

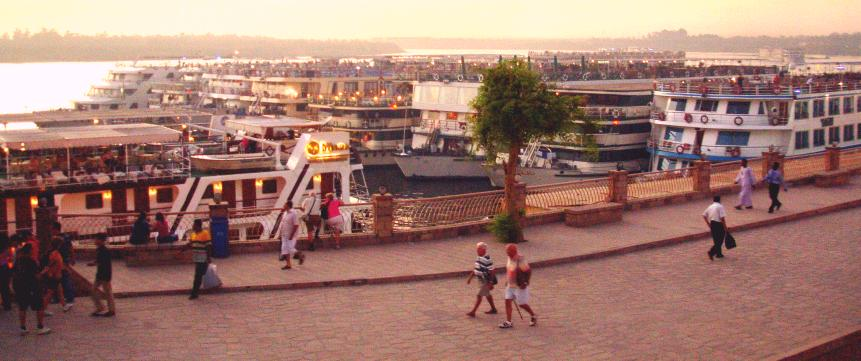
Cais de Com Ombo, no Nilo

O Egito faz fronteira com a Líbia a oeste, o Sudão a sul e Israel a nordeste. O país controla o canal de Suez, que liga o Mediterrâneo ao mar Vermelho.
O papel importante que o Egito desempenha na geopolítica vem da sua posição estratégica como ponte terrestre entre a África e a Ásia e como ponto de passagem entre o Mediterrâneo e o oceano Índico.